# Płomień z nieba
Płomień z nieba – szósty album studyjny zespołu Bajm, wydany w listopadzie 1993 roku nakładem wytwórni Schubert Music. Spośród wydanych do tej pory płyt, album ten wyróżnia się spokojnym brzmieniem i melancholijnością utworów. Jest to pierwszy album zespołu certyfikowany platynową płytą.
1 kwietnia 1998 roku wydano reedycję albumu na płycie kompaktowej.

## Lista utworów
1. „Przyjaciel” (Jarosław Kozidrak – Beata Kozidrak) – 4:10
2. „Płomień z nieba” (Grzegorz Górkiewicz, Jarosław Kozidrak – Beata Kozidrak) – 5:00
3. „Ta sama chwila” (Tomasz Staniszewski – Beata Kozidrak) – 4:55
4. „Już bez ciebie” (Jarosław Kozidrak – Beata Kozidrak) – 5:30
5. „Dobre i złe” (Jarosław Kozidrak – Beata Kozidrak) – 4:50
6. „Za... za... za...” (Jarosław Kozidrak – Beata Kozidrak) – 3:50
7. „Tam gdzie raj” (Jarosław Kozidrak – Beata Kozidrak) – 3:15
8. „Katarzyna i księżyc” (Jarosław Kozidrak – Beata Kozidrak) – 4:05
9. „Belle ami” (Jarosław Kozidrak – Beata Kozidrak) – 3:45

## Teledyski
- Płomień z nieba
- Za... za... za...
- Już bez ciebie
- Przyjaciel
- Belle ami

## Twórcy
- Beata Kozidrak – śpiew i teksty
- Andrzej Pietras – produkcja, chórki
- Marek Raduli – gitary, aranżacja (1,9)
- Tomasz Spodyniuk – harmonijka
- Andrzej Warda – gitara (3), chórki
- Grzegorz Górkiewicz – instrumenty klawiszowe, aranżacja
- Sylwia Barczak – chórki
- Lubelski Chór Dziecięcy „Skowronki” – chórki
- Jarosław Kozidrak – aranżacja (7)